# Кинос
Кинос (др.-греч. Κῦνος) — главный морской порт опунтских локрийцев, располагавшийся на мысе у северной оконечности Опунтского залива (современная бухта Аталанди), напротив Эдепса на Эвбее (ныне Эдипсос) и на расстоянии 60 стадиев от Опуса. Тит Ливий дал неверное представление о положении Киноса при описании его как находящегося на побережье, на расстоянии мили от Опуса. Кинос был древним городом, упомянутым ещё в гомеровском каталоге кораблей в «Илиаде». Также по некоторым сведениям он служил домом для Девкалиона и Пирры, там якобы находилась могила последней. Помимо Тита Ливия и Гомера Кинос также упоминается другими древними авторами, включая Страбона, Помпония Мелу, Плиния Старшего и Клавдия Птолемея.
Выходцы из Киноса основали колонию Автокан в Эолиде, расположенную напротив острова Лесбос. Это было одно из мест, которые пострадали от разрушений, вызванных цунами, произошедшим после землетрясения 426 года до н. э. В 207 году до н. э., во время Первой Македонской войны, Кинос, который, по-видимому, определялся как эмпорий Опуса, был местом, куда флот Публия Сульпиция Гальбы Максима отступил после неудачной атаки на Халкиду.

## Археология
Руины зданий на низком холме Пиргос или Пати (Πύργος ή Πάτι) на пляже к северо-востоку от малого города Ливанате идентифицированы с городом Кинос. Раскопки проводились с 1985 по 1995 год 14-м Эфоратом доисторических и классических древностей в Ламии.
Кинос контролировал важную дорогу по суше и морской путь в залив Вориос-Эввоикос.
Раскопки в северо-западной части холма показали, что это место непрерывно использовалось с раннего бронзового века (3000—2800 до н. э.) до византийских времен (V—VI века н. э.).
Наиболее хорошо сохранившиеся архитектурные элементы относятся к позднеэлладскому периоду ПЭ III Г (XII веку до н. э.). Более ранние периоды позднего бронзового века (XIV—XIII вв. до н. э.) представлены фрагментами стен, полов и керамики. Среднеэлладское использование этой области было подтверждено на более глубоких уровнях при исследовании шести гробниц в виде каменного ящика.
Холм окружен стеной раннего эллинистического периода, построенной из больших тёсаных каменных блоков по системе opus isodomum. Обитание этого района в геометрический, архаический и классический периоды подтверждается только собранной керамикой, без наличия остатков зданий, потому что холм систематически выровняли в римский период и период раннего христианства, после чего он был заброшен.
Здания позднеэлладского периода ПЭ III Г с кирпичными стенами на фундаменте из необработанного камня входили в состав комплексов жилых домов с кладовыми и мастерскими. В некоторых комнатах были ёмкости из необожженной глины для хранения урожая. Часть пола печи для обжига керамики, плохо обожжённая керамика и ржавчина — признаки производства керамической посуды и металлургии. Постройки были разрушены землетрясением в середине XII века до н. э. В слое разрушения этой фазы были обнаружены части кратеров с изображениями военных кораблей и куски глиняных моделей кораблей, которые предоставляют информацию о типах кораблей позднего бронзового века и морских сражениях. После землетрясения постройки были перестроены или отремонтированы и оборудованы большими ямами вместо глиняных ящиков. Однако и они были сожжены в конце XII века до н. э. при пожаре, который мог быть вызван землетрясением. Вскоре после этого руины выровняли и построили небольшие здания. На их слоях были открыты небольшие гробницы в форме каменных ящиков для детей. Часть здания протогеометрического периода (X век до н.э.) свидетельствует о преемственности поселения в более поздний период. Крепостная стена, окружающая вершину холма, относится к эллинистическому периоду. В римский период холм был застроен зданиями над микенским поселением.